# Ruoholuoto (ö i Södra Savolax, Nyslott, lat 61,90, long 28,74)
Ruoholuoto är en ö i Finland. Den ligger i sjön Haukivesi och i kommunen Nyslott i  landskapet Södra Savolax, i den sydöstra delen av landet, 280 km nordost om huvudstaden Helsingfors. Öns största längd är 60 meter i sydöst-nordvästlig riktning.